# Callum Booth
Callum Booth (Stanraer, 30 maggio 1991) è un calciatore scozzese, difensore degli Spartans.

## Carriera

### Club
Fin dall'età di 10 anni Booth gioca con le giovanili dell'Hibernian, fino ad arrivare alla squadra Under-19. Per fargli acquisire esperienza, gli Hibs lo mandano in prestito per due anni di seguito: prima all'Arbroath, poi al Brechin City.
Nel dicembre 2010 torna all'Hibernian e il 18 gennaio 2011 fa il suo esordio in prima squadra in Scottish Cup; inoltre il 26 febbraio segna il suo primo gol, contro l'Inverness.

### Nazionale
Ha giocato nelle nazionali giovanili scozzesi Under-19 ed Under-21.

## Palmarès

### Club

#### Competizioni nazionali
- Coppa di Lega scozzese: 1

St. Johnstone: 2020-2021
- Coppa di Scozia: 1

St. Johnstone: 2020-2021